# لقاء قرنة شهوان
لقاء قرنة شهوان, هو تكتل وإطار عمل سياسي شكله عدة سياسيين لبنانيين مسيحيين في أبريل 2001. يرعاه المطران يوسف بشاره ممثلاً البطريرك الماروني وقتها، مار نصر الله بطرس صفير  وقد سُمّي على اسم قرية قرنة شهوان التي انعقد فيها أول اجتماع للمجموعة. عارض اللقاء التمديد للرئيس إميل لحود وكان من المشاركين في ثورة الأرز. كون بعد انتخابات 2005 الكتلة النيابية وقوامها ستة أعضاء.

## الكتلة النيابية لقرنة شهوان
- غسان تويني عن دائرة بيروت الأولى.
- بيار أمين الجميل (أغتيل في 21/11/2006) عن دائرة المتن.
- بطرس حرب عن دائرة البترون.
- نائلة معوض عن دائرة زغرتا.
- سمير فرنجية عن دائرة زغرتا.
- جواد بولس عن دائرة زغرتا.
- إلياس سكاف
- نسيب لحود
- إنطوان غانم
- منصور غانم البون
- صلاح حنين

من أهم أعضاء اللقاء :
- الرئيس السابق أمين الجميل.
- إدي أبي اللمع (ممثلا القوات اللبنانية)
- جبران تويني
- الوزير السابق ميشال الخوري.
- النائب السابق نسيب لحود.
- النائب السابق منصور البون.
- النائب السابق كميل زيادة.
- النائب السابق فارس سعيد.
- غبريال المر.

## وصلات خارجية
البيان التأسيسي للقاء قرنة شهوان